# Crioprosopus saundersii
Crioprosopus saundersii là một loài bọ cánh cứng trong họ Cerambycidae.